# 韦镇 (大西洋卢瓦尔省)
韦镇（法語：Vay）是法国大西洋卢瓦尔省的一个市镇，属于沙托布里昂区（Châteaubriant）诺泽县（Nozay）。该市镇总面积36.13平方公里，2009年时的人口为1921人。

## 人口
韦镇人口变化图示